# Фатмир Бесими
Фатмир Бесими (на албански: Fatmir Besimi; на македонска литературна норма: Фатмир Бесими) е политик от Северна Македония.

## Биография
Роден е на 18 ноември 1975 година в град Тетово. Завършва основно образование в родния си град, а през 1998 година финанси и банкерство в Икономическия факултет на Скопския университет. След това продължава образованието си в Стартфордшир, Великобритания. През 2007 година става доктор на икономическите науки. На 28 юли 2011 става министър на отбраната.